# Arredondo
Arredondo egy község Spanyolországban, Kantábria autonóm közösségben. Arredondo Ruesga, Miera, Riotuerto és Soba községekkel határos. Lakosainak száma 477 fő (2024).

## Népesség
A település népessége az elmúlt években az alábbi módon változott:
| Lakosok száma | 620  | 569  | 546  | 525  | 522  | 507  | 472  | 452  | 471  | 477  |
|               | 2001 | 2004 | 2007 | 2009 | 2012 | 2014 | 2017 | 2019 | 2022 | 2024 |